# Evropská geovědní unie
Evropská geovědní unie (EGU) je nezisková mezinárodní unie sdružující zájemce o oblasti věd o Zemi a o výzkum planet a vesmíru, jejíž vizí je „vytvořit udržitelnou a spravedlivou budoucnost pro lidstvo a planetu“. Organizace sídlí v Mnichově v Německu. Členy unie se mohou stát osoby, které se profesionálně zabývají těmito a příbuznými obory nebo jsou s nimi spojeny, včetně studentů a seniorů v důchodu.
EGU vydává 18 vědeckých časopisů s otevřeným přístupem a řadu dalších vědeckých publikací, organizuje také řadu tematických setkání, vzdělávacích a osvětových aktivit. Její nejvýznamnější akcí je Valné shromáždění EGU, každoroční konference, na které se schází více než 15 000 vědců z celého světa. Tato zasedání se zabývají širokou škálou témat, včetně vulkanologie, výzkumu planet, vnitřní stavby Země a atmosféry, současné změny klimatu a obnovitelných zdrojů energie.
EGU má 22 vědeckých sekcí, které odrážejí interdisciplinární povahu organizace.